# Роберт Меплторп
Роберт Меплторп (англ. Robert Mapplethorpe; *4 листопада 1946, Флорал-Парк, Квінс, Нью-Йорк — †9 березня 1989, Бостон) — американський фотограф, працював здебільшого у жанрах ню та портрету.

## Біографія
У 1963 вступив до Претського інституту (Pratt Institute), що неподалік Брукліна, де вивчав малювання, графіку та скульптуру. В цей час майбутній художник зазнавав творчого впливу з боку Джозефа Корнела та Марселя Дюшана, експериментував з багатьма матеріалами, включаючи фотознімки з книг та журналів. Під час навчання познайомився з Патті Сміт — акторкою, поетесою та музиканткою, згодом вони почали жити разом у Брукліні, потім — у Манхеттені, в цей час вона співпрацювала з Меплторпом, позуючи йому під час фотосесій. У 1970 у Меплторпа з'явилася фотокамера «Polaroid», після чого він почав робити власні фотографії та створювати з них колажі. У 1973 у нью-йоркській «Light Gallery» відбулася перша виставка Меплторпа під назвою «Polaroids». Брав участь також і в комерційних проектах, розробивши обкладинки для альбомів та створивши серію портретів для журналу «Interview».
Наприкінці 1970-х Меплторп почав виявляти значний інтерес до теми садомазохізму в Нью-Йорку, внаслідок чого ним були створені шокуючі за змістом документальні фотографії, які висвітлюють це явище. У 1977 його роботи були експоновані у Західній Німеччині, у 1978 Галерея Роберта Міллера (Robert Miller Gallery) у Нью-Йорку почала постійно виставляти його фотографії.
У 1980 Меплторп зустрівся з Лізою Лайон, першим чемпіоном з бодібілдінгу серед жінок, після чого почалося їхнє творче співробітництво. Протягом наступних декількох років він створив серію її портретів та студійних фотографій, а також книгу під назвою «Lady, Lisa Lyon», присвячену моделі.
Протягом 1980-х Роберт Меплторп створив ряд фотографій, що кидають виклик класичним естетичним стандартам, однак в той самий час він дотримувався їх: це стилізовані композиції з участю оголених чоловіків та жінок, а також студійні портрети артистів та знаменитих людей; він застосовував та вдосконалював різні техніки та формати, включаючи кольоровий формат «20×24», фотогравюри, платиновий друк на папері, перенесення кольору під час друку тощо. У 1986 він створив фотосесію, присвячену танцювальній виставі Люсінди Чайлдс, під назвою «Portraits in Reflection», а також створив серію фотогравюр-ілюстрацій поеми Артюра Рембо «Сезон у пеклі» (фр. «Une Saison en Enfer»), створював та працював над фотопортретами нью-йоркських артистів для книги «П'ятдесят артистів Нью-Йорку» (англ. «50 New York Artists»).
У 1986 Меплторпу було поставлено діангоз «СНІД». В цей час він почав докладати більше творчих зусиль, розширюючи межі своїх творчих досліджень, приймаючи нові виклики. У 1988 Музей американського мистецтва Вітні (англ. Whitney Museum of American Art) організував першу ретроспективу творчості Роберта Меплторпа — за рік до його смерті у 1989.
Роберт Меплторп помер у Бостоні від захворювань, пов'язаних зі СНІДом, 9 березня 1989.

## Значення
Роберт Меплторп створив велику кількість провокаційних та «сильних» за сприйняттям фотографій, що зробило його одним з найважливіших фотографів XX сторіччя. На сьогоднішній день роботи Меплторпа виставляються у галереях Північної та Південної Америки і Європи, колекції його робіт знаходяться у великих музеях у всьому світі. У 1988 створено Фонд Роберта Меплторпа (англ. The Robert Mapplethorpe Foundation), мета якого — розширення уявлень про його творчість, підтримка музеїв, які експонують фотографії, а також дослідження у галузі медицини з метою боротьби проти ВІЛ/СНІДу.

## Особисте життя
Роберт Меплторп був відкритим геєм. Партнером Меплторпа був Сем Вагстафф, американський куратор мистецтва, колекціонер, а також його мистецький наставник і благодійник.

## Виставки
| Рік  | Назва експозиції                                                                   | Місце проведення                                                                          |
| ---- | ---------------------------------------------------------------------------------- | ----------------------------------------------------------------------------------------- |
| 1983 | Robert Mapplethorpe                                                                | Leo Castelli Gallery (Нью-Йорк)                                                           |
| 1983 | Robert Mapplethorpe                                                                | Centre Pompidou — Musée National d´Art Moderne (Париж)                                    |
| 1983 | Robert Mapplethorpe                                                                | Galerie Lietzow (Берлін, зачинена у 1992)                                                 |
| 1984 | Robert Mapplethorpe                                                                | Matrix 80 — The Wadsworth                                                                 |
| 1985 | Robert Mapplethorpe                                                                | Galerie Daniel Templon (Париж)                                                            |
| 1986 | Robert Mapplethorpe                                                                | IMA Institute of Modern Art (Брисбен)                                                     |
| 1986 | Robert Mapplethorpe                                                                | Spectrum Sotos (Сарагоса)                                                                 |
| 1988 | Robert Mapplethorpe                                                                | Kunstverein in Hamburg (Гамбург)                                                          |
| 1988 | Robert Mapplethorpe A Season in Hell                                               | Greg Kucera Gallery (Сієтл)                                                               |
| 1989 | Robert Mapplethorpe — Fotografien aus Privatbesitz                                 | Fotografie Forum international (Франкфурт-на-Майні)                                       |
| 1991 | Robert Mapplethorpe                                                                | Studio Guenzani (Мілан)                                                                   |
| 1991 | Retratos                                                                           | Spectrum Sotos (Сарагоса)                                                                 |
| 1991 | Robert Mapplethorpe                                                                | Galerie Thomas Schulte (Берлін)                                                           |
| 1992 | Robert Mapplethorpe                                                                | Art Tower Mito ATM (Міто)                                                                 |
| 1993 | Robert Mapplethorpe. Retrospektiv                                                  | Moderna Museet (Стокгольм)                                                                |
| 1993 | Robert Mapplethorpe                                                                | Centro per l´Arte Contemporanea Luigi Pecci (Прато)                                       |
| 1993 | Robert Mapplethorpe: Self-Portraits                                                | Solomon R. Guggenheim Museum (Нью-Йорк)                                                   |
| 1994 | Lady                                                                               | Centro de la Imagen (Мехіко)                                                              |
| 1995 | Robert Mapplethorpe                                                                | Wellington City Gallery (Веллінгтон)                                                      |
| 1996 | Robert Mapplethorpe, Flowers — Photographs                                         | Baldwin Gallery (Аспен)                                                                   |
| 1996 | Robert Mapplethorpe                                                                | Roslyn Oxley9 Gallery (Сідней)                                                            |
| 1996 | Mapplethorpe                                                                       | Hayward Gallery (Лондон)                                                                  |
| 1996 | Robert Mapplethorpe                                                                | Galleria In Arco (Турин)                                                                  |
| 1997 | Robert Mapplethorpe — Flowers and Portraits                                        | LipanjePuntin Artecontemporanea (Трієст)                                                  |
| 1997 | Robert Mapplethorpe                                                                | Roslyn Oxley9 Gallery (Сідней)                                                            |
| 1997 | Flowers                                                                            | Fay Gold Gallery (Атланта, зачинена у 2009)                                               |
| 1997 | Robert Mapplethorpe, Unique Works                                                  | Baldwin Gallery (Аспен)                                                                   |
| 1998 | Flowers — Robert Mapplethorpe                                                      | Giò Marconi Gallery (Мілан)                                                               |
| 1998 | Robert Mapplethorpe                                                                | Xavier Hufkens (Брюссель)                                                                 |
| 1999 | Robert Mapplethorpe                                                                | Galería Arnés + Röpke (Мадрид)                                                            |
| 2000 | Robert Mapplethorpe                                                                | Cheim & Read (Нью-Йорк)                                                                   |
| 2000 | Robert Mapplethorpe                                                                | Roslyn Oxley9 Gallery (Сідней)                                                            |
| 2000 | Robert Mapplethorpe — The Perfect Moment                                           | Santa Monica Museum of Art (Санта-Моніка)                                                 |
| 2000 | Robert Mapplethorpe, Colored Flowers                                               | Baldwin Gallery (Аспен)                                                                   |
| 2000 | Robert Mapplethorpe — Flowers                                                      | Galerie Thomas Schulte (Берлін)                                                           |
| 2000 | Robert Mapplethorpe                                                                | Galerie Thaddaeus Ropac — Salzburg (Зальцбург)                                            |
| 2001 | Robert Mapplethorpe                                                                | Baldwin Gallery (Аспен)                                                                   |
| 2002 | Robert Mapplethorpe: Flower Photographs                                            | Baldwin Gallery (Аспен)                                                                   |
| 2002 | Robert Mapplethorpe — «Flowers»                                                    | Galerie Stefan Röpke (Колон)                                                              |
| 2002 | From life — Robert Mapplethorpe                                                    | Giò Marconi Gallery (Мілан)                                                               |
| 2002 | Robert Mapplethorpe                                                                | Galerie Thaddaeus Ropac (Зальцбург)                                                       |
| 2003 | Robert Mapplethorpe — Women                                                        | Galería Arnés + Röpke (Мадрид)                                                            |
| 2003 | Robert Mapplethorpe — Eye to Eye                                                   | Sean Kelly Gallery (Нью-Йорк)                                                             |
| 2004 | Robert Mapplethorpe                                                                | Marc Selwyn Fine Art (Лос-Анджелес)                                                       |
| 2004 | Robert Mapplethorphe and the Classical Tradition                                   | Deutsche Guggenheim (Берлін)                                                              |
| 2004 | Robert Mapplethorpe — Nine Favourites                                              | Galerie Thomas Schulte (Берлін)                                                           |
| 2004 | Die Welt des Robert Mapplethorpe                                                   | Kunst Meran (Меран)                                                                       |
| 2004 | Robert Mapplethorpe — Self Portraits                                               | Fay Gold Gallery (Атланта, зачинена у 2009)                                               |
| 2004 | Robert Mapplethorpe                                                                | Galerie Thaddaeus Ropac (Париж)                                                           |
| 2004 | Robert Mapplethorpe and the Classical Tradition: Photographs and Mannerist prints  | Ермітаж, Санкт-Петербург                                                                  |
| 2005 | Robert Mapplethorpe                                                                | Alison Jacques Gallery (Лондон)                                                           |
| 2005 | Mapplethorpe's Room                                                                | Stella Art Foundation (Москва)                                                            |
| 2005 | Robert Mapplethorpe                                                                | Galeria Fortes Vilaça (Сан-Паулу)                                                         |
| 2005 | Mapplethorpe — Neoclassicism                                                       | Sean Kelly Gallery (Нью-Йорк)                                                             |
| 2005 | Robert Mapplethorpe and the Classical Tradition — Photographs and Mannerist Prints | Solomon R. Guggenheim Museum (Нью-Йорк)                                                   |
| 2005 | Robert Mapplethorpe                                                                | Galerie Thaddaeus Ropac (Париж)                                                           |
| 2006 | Porträts und Erotik                                                                | Stadtgalerie Klagenfurt (Клаґенфурт)                                                      |
| 2006 | Robert Mapplethorpe: Lisa Lyon                                                     | Baldwin Gallery (Аспен)                                                                   |
| 2006 | Robert Mapplethorpe                                                                | Galerie Thaddaeus Ropac (Зальцбург)                                                       |
| 2006 | Robert Mapplethorpe                                                                | Scottish National Gallery of Modern Art (Единбург)                                        |
| 2006 | Robert Mapplethorpe and the Classical Tradition                                    | Guggenheim Hermitage Museum (Лас-Вегас, зачинений)                                        |
| 2007 | Women                                                                              | Galerie Stefan Röpke (Колон)                                                              |
| 2007 | Robert Mapplethorpe's — Y Portfolio                                                | MIT List Visual Arts Center (Кембридж)                                                    |
| 2007 | Robert Mapplethorpe                                                                | Marc Selwyn Fine Art (Лос-Анджелес)                                                       |
| 2007 | Robert Mapplethorpe. «Vanitas»                                                     | Galería Pepe Cobo (Мадрид)                                                                |
| 2008 | Certain People                                                                     | Sean Kelly Gallery (Нью-Йорк)                                                             |
| 2008 | Robert Mapplethorpe: 50 New York Artists and Other Portraits                       | Baldwin Gallery (Аспен)                                                                   |
| 2008 | Polaroids: Mapplethorpe                                                            | Whitney Museum of American Art (Нью-Йорк)                                                 |
| 2008 | Robert Mapplethorpe, Lisa, Milton, Thomas & Ken                                    | Galerie Thaddaeus Ropac (Париж)                                                           |
| 2008 | Robert Mapplethorpe — Works 1975—1988                                              | Mai 36 Galerie (Цюрих)                                                                    |
| 2009 | Polaroids: Mapplethorpe                                                            | Mary & Leigh Block Museum of Art (Еванстон)                                               |
| 2009 | Robert Mapplethorpe: Portraits                                                     | Palm Springs Art Museum (Палм-Спрінгс)                                                    |
| 2009 | Robert Mapplethorpe                                                                | Marc Selwyn Fine Art (Лос-Анджелес)                                                       |
| 2009 | Robert Mapplethorpe — photographs 1980-87                                          | Gallery 1 — Black Cube Gallery — Calle Horitzontal                                        |
| 2009 | Robert Mapplethorpe                                                                | Es Baluard Museu d'Art Modern (Пальма де Майорка)                                         |
| 2009 | Robert Mapplethorpe                                                                | Galeria Fortes Vilaça (Сан-Паулу)                                                         |
| 2009 | Robert Mapplethorpe — La «Perfezione nella Forma»                                  | Galleria dell'Accademia (Флоренція)                                                       |
| 2009 | Robert Mapplethorpe: Women                                                         | Weinstein Gallery (Міннеаполіс)                                                           |
| 2009 | Robert Mapplethorpe — Photographs                                                  | Національна галерея Словенії, Любляна                                                     |
| 2009 | Polaroids: Mapplethorpe                                                            | Modern Art Oxford (Оксфорд)                                                               |
| 2009 | Robert Mapplethorpe: Portraits                                                     | Center for Creative Photography — University of Arizona (Тусон)                           |
| 2009 | Polaroids and Silver Prints in Context                                             | Galerie Stefan Röpke (Колон)                                                              |
| 2009 | Robert Mapplethorpe                                                                | CAC Centro de Arte Contemporáneo Málaga (Малага)                                          |
| 2009 | A Season in Hell                                                                   | Alison Jacques Gallery (Лондон)                                                           |
| 2009 | Polaroids: Mapplethorpe                                                            | Henry Art Gallery (Сієтл)                                                                 |
| 2009 | Robert Mapplethorpe                                                                | Graves Gallery (Шеффілд)                                                                  |
| 2010 | Robert Mapplethorpe                                                                | NRW-Forum Kultur und Wirtschaft (Дюссельдорф)                                             |
| 2010 | Robert Mapplethorpe. La perfezione nella forma                                     | Museo d'Arte di Lugano (Лугано)                                                           |
| 2010 | Robert Mapplethorpe. Eros and Order                                                | MALBA Colección Costantini — Museo de Arte Latinoamericano de Buenos Aires (Буенос-Айрес) |
| 2010 | Robert Mapplethorpe: Horses                                                        | Baldwin Gallery (Аспен)                                                                   |
| 2011 | Robert Mapplethorpe: Portraits                                                     | San Jose Museum of Art (Сан-Хосе)                                                         |
| 2011 | Robert Mapplethorpe Flowers: Selections from the JPMorgan Chase Art Collection     | Montclair Art Museum (Монклер)                                                            |
| 2011 | Blossoming                                                                         | Texas Gallery (Х'юстон)                                                                   |
| 2011 | Robert Mapplethorpe — Friends and Acquaintances                                    | Galerie Thomas Schulte (Берлін)                                                           |
| 2011 | Robert Mapplethorpe — 50 Americans                                                 | Sean Kelly Gallery (Нью-Йорк)                                                             |
| 2011 | Robert Mapplethorpe: «en plein air»                                                | Galerie Stefan Röpke (Колон)                                                              |
| 2011 | Robert Mapplethorpe — La mirada de Pedro Almodóvar                                 | Galería Elvira González (Мадрид)                                                          |
| 2011 | Robert Mapplethorpe                                                                | І8 Gallery (Рейк'явік)                                                                    |
| 2011 | Robert Mapplethorpe                                                                | Galerie Thaddaeus Ropac (Париж)                                                           |
| 2012 | Robert Mapplethorpe — Pure                                                         | Mai 36 Galerie (Цюрих)                                                                    |